# Geschichte der Juden in der Kurpfalz
Die Geschichte der Juden in der Kurpfalz ist ein Teil des jüdischen Lebens in Deutschland. Von den drei SchUM-Städten liegen zwei in der Kurpfalz: Speyer und Worms. Auch in der Kurpfalz ist die Geschichte der Juden eine Geschichte der Verfolgung und Unterdrückung. Trotzdem gelang es der jüdischen Gemeinschaft zu überleben und ihre Identität zu bewahren.

Kurpfalz um 1410

## Allgemeines
1895 beschrieb der Bezirksrabbiner Leopold Löwenstein die Geschichte der Juden in der Kurpfalz. Ein durchgängiges Thema war in der ganzen Zeit die Belastung der Juden durch spezielle Abgaben, besonders die Judensteuer, die immer wieder zu Protesten führte.

## Geschichte

### Ursprünge
In den drei Städten Mainz, Worms und Speyer ist eine jüdische Gemeinde ab 1084 nachgewiesen. Die Zahl der Juden nahm bis 1096 zu, als mit dem 1. Kreuzzug die meisten durch Pogrome umkamen und die Lehrtradition zerstört wurde.

### 1214 bis 1400
Erste Erwähnung der Juden 1225 findet man unter Ludwig I. (1214–1228). Unter Ludwigs II. (1253–1294) sind erste Juden in Heidelberg nachgewiesen. In Oppenheim versuchte die jüdische Gemeinde dem zunehmenden Druck durch Auswanderung zu entgehen. Sie schloss sich 1286 dem Rabbiner Meir ben Baruch von Rothenburg an, um nach Palästina auszuwandern. Das Unternehmen misslang. Pfalzgraf Ruprecht I. (1329–1353) verpfändete 1335 Steuern der Juden in Ladenburg an den Kaiser Ludwig. Im Jahr 1349, während der Großen Pest, wurden Juden in vielen Städten und Gemeinden der Kurpfalz verfolgt und getötet. Pfalzgraf Ruprecht und andere Adlige nahmen geflohene Juden auf. Sie hofften, wirtschaftlich von ihnen zu profitieren. Für diesen Schutz mussten die Juden teuer bezahlen. Für die zunehmende Zahl von Juden in Heidelberg und Umgebung erließ Ruprecht 1366 eine eigene Gerichtsbarkeit. Nach dem Tode Ruprecht I. 1390 kam sein Neffe Ruprecht II. an die Regierung, er vertrieb im zweiten Jahr seiner Regierungszeit alle Juden und enteignete ihren Besitz. Die jüdischen Bücher, insbesondere die für den Gottesdienst, schenkte er der Universität Heidelberg.

### 1400 bis 1600
Ruprecht III. (1398–1410), der Sohn von Ruprecht II. verfolgte die Juden wie sein Vorgänger. Nachdem er aber 1400 zum deutschen König gewählt worden war, stellte er wieder Juden unter seinen Schutz, z. B. in Oppenheim und Worms. Ein Grund für das Wohlwollen des Königs war die Judensteuer im Reich, von der der König die Hälfte bekam. Unter dem Kurfürsten Ludwig III. (1410–1436) wurden die Juden wieder verfolgt und ausgewiesen, nur in Oppenheim blieb eine nennenswerte Judenpopulation erhalten. Unter Friedrich I. (1449–1475) findet man Nachweise über Juden, wieder in Oppenheim, auch in Odernheim und Schriesheim. Die Aufnahme von Juden war die Ausnahme, im Allgemeinen duldete der Pfalzgraf die Anwesenheit von Juden nicht in seinem Gebiet. Auch unter seinen Nachfolgern Philipp (1476–1508) und Ludwig V. (1508–1544) blieb das Verhältnis der Juden zu ihrem Herrn prekär. Nach Beschwerden von Bürgern in Kreuznach über den Wucher der jüdischen Geldverleiher legte der Pfalzgraf ihnen wieder neue Steuern auf. Er erlaubte auch, dass sich Juden, die aus anderen Gebieten vertrieben worden waren, in der Pfalz anzusiedeln.
1551 wurde der Jude Paulus Staffelstein, eigentlich Nathan Aron, als Professor für Hebräisch an die Universität Heidelberg berufen. Auch andere jüdische Gelehrte wurden an die Universität berufen. Unter Kurfürst Friedrich III. (1559–1576) kam es wieder zur Verfolgung und Vertreibung der Juden. Sein Sohn Kurfürst Ludwig VI. (1576–1583) war ebenso judenfeindlich wie sein Vater. Ein heftiger Streit entbrannte über das „Geleit“ der Juden beim Durchqueren der Kurpfalz, dieses Recht war immer abgabenpflichtig, wurde aber häufig verweigert, was den Händlern ihren Beruf oft unmöglich machte. 1559 gewährte der Kurfürst Friedrich IV. (1592–1610) den Juden freies Geleit für zwei Jahre gegen eine Zahlung von 1200 Gulden.

### 1600 bis 1700
Auch Friedrich V. (1610–1632) setzte diese Tradition fort, insbesondere die Abgabe der Juden über 1200 Gulden, die in den folgenden Jahren erhöht wurde. Karl Ludwig (1632–1680), der Sohn des „Winterkönigs“, setzte trotz der Verwüstungen der Kurpfalz im Dreißigjährigen Krieg die Unterdrückung der Juden fort. 1651 berief der Kurfürst Karl Ludwig den Medicus Jacob Israel zum Professor an der Universität Heidelberg.

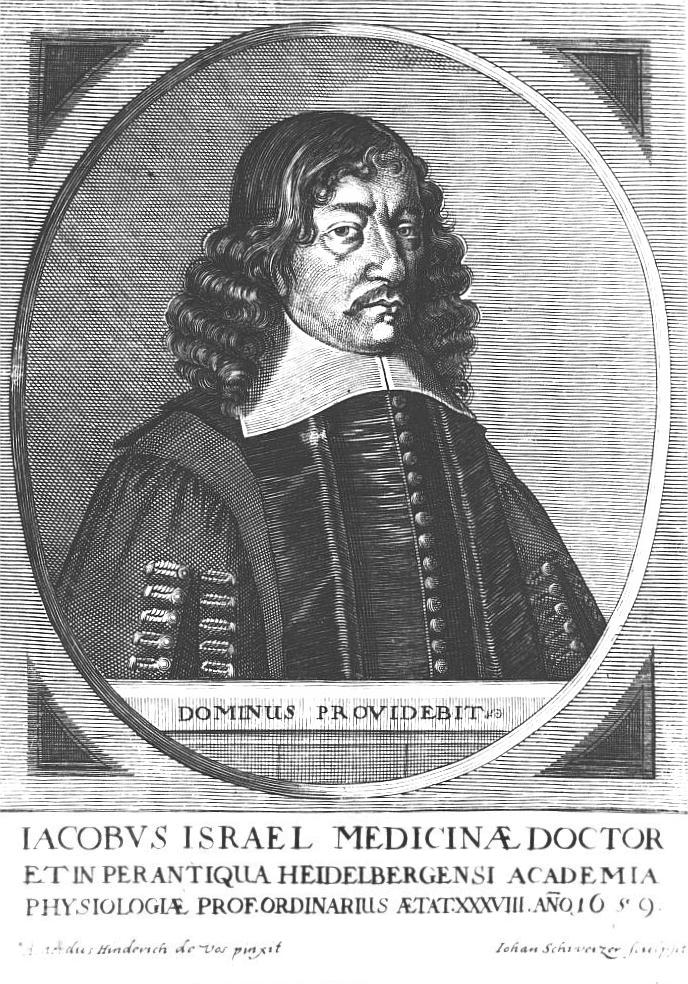
Jacob Israel

Die Juden in Mannheim hatten ab 1660 gewisse Privilegien, der Kurfürst wollte die Stadt fördern. Die jüdische Gemeinde durfte einen eigenen Rabbi halten. 1673 bot der Kurfürst Karl Ludwig dem berühmten Philosophen Spinoza einen Lehrstuhl an der Universität Heidelberg an. In seinen letzten Lebenstagen wurde der Kurfürst von dem Mannheimer „Judendoktor“ Jakob Hayum behandelt. 1680 hatte die Gemeinde in Mannheim einen Rabbiner. Pfalzgraf Johann Wilhelm (1690–1716) erteilte bald nach seinem Regierungsantritt den Juden in Mannheim eine neue Konzession. Hintergrund waren die Zerstörungen Mannheims im Krieg: die Juden mussten sich verpflichten, die zerstörten Häuser wieder aufzubauen.

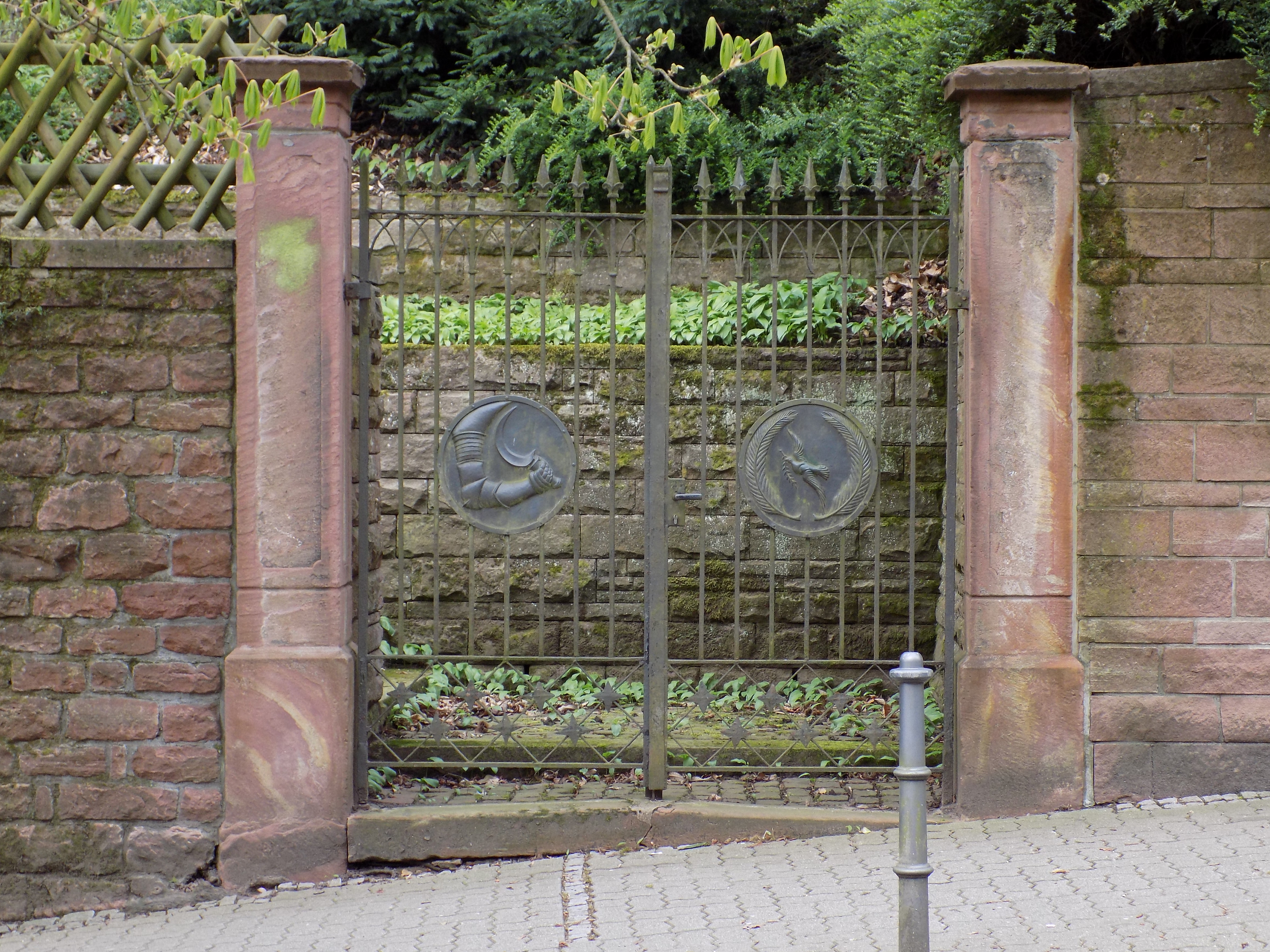
Jüdischer Friedhof Klingenteich Heidelberg Eingangstor

### 1700 bis zum Ende der Kurpfalz
Dieser Abschnitt schließt auch wichtige Ereignisse ein, die nach dem Anfall Bayerns an die Kurpfalz 1777 auf deren Territorium stattfanden.
1702 wurde ein Erlass veröffentlicht, dass Juden, die zusätzlich zu den 150 Familien nach Mannheim ziehen wollten, mindestens 1000 Taler besitzen mussten.

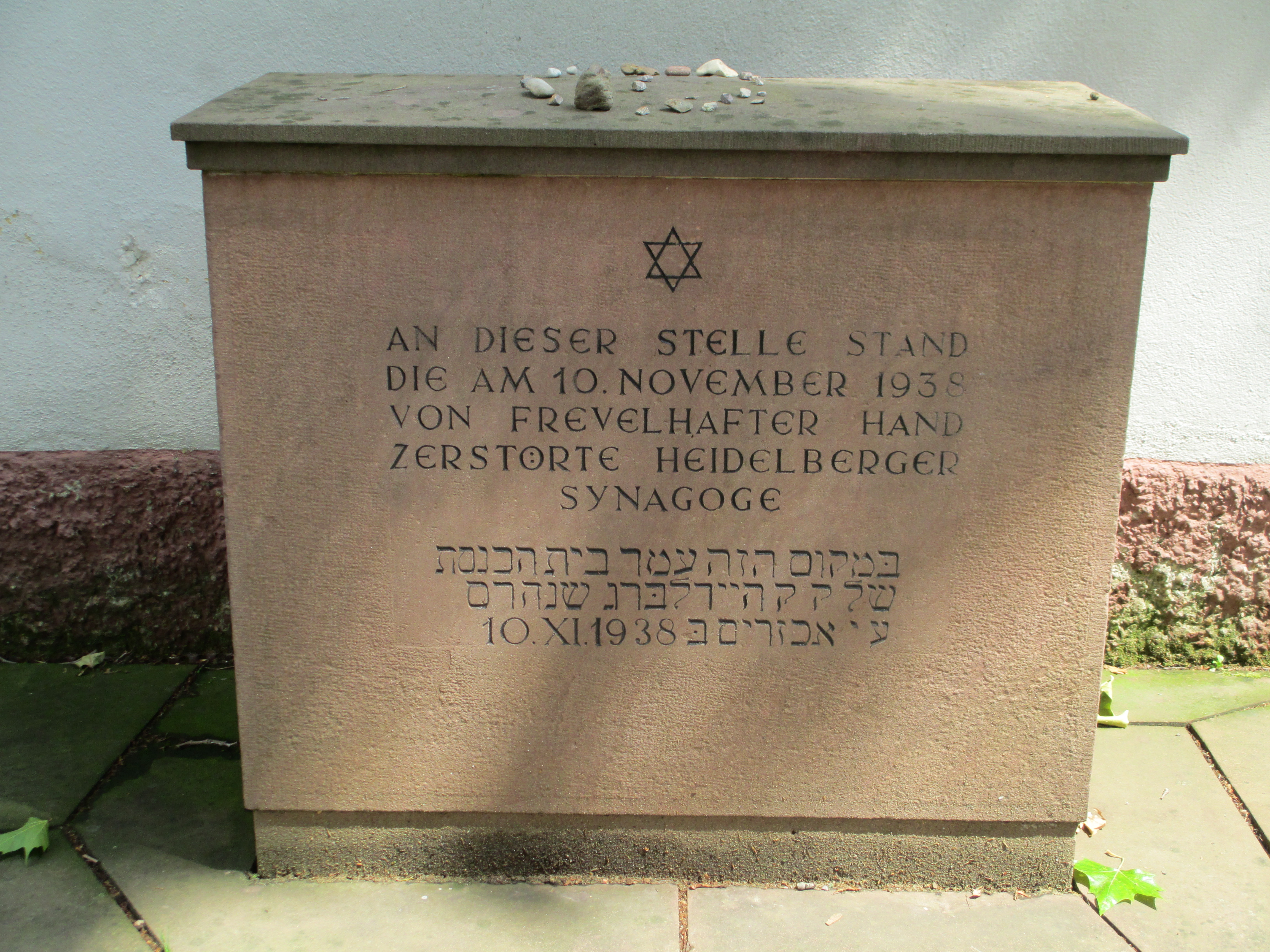
Gedenktafel für die in der Reichspogromnacht zerstörte Synagoge in der Großen Mantelgasse in Heidelberg

Karl Philipp (1716–1742) erhöhte bei seinem Regierungsantritt die Zahl der in Mannheim zulässigen jüdischen Familien auf 200. 1724 wurde sie zu einer Thoraschule mit einem Oberrabbiner und neun weiteren Gelehrten erweitert. Diese Konzessionen mussten die Juden mit fast 3000 Gulden bezahlen. 1722 wurde ein neuer Vertrag zwischen den Juden und dem Kurfürsten geschlossen, der detailliert die in der Kurpfalz lebenden Juden aufführte.  Zu dieser Zeit gab es einen offiziellen Landesrabbiner. 1728 erlangte Elkan Levi Bacharach von Mannheim für sich und einen anderen Juden die Zulassung zum medizinischen Doktorexamen.
1743 wurde zu Steuerzwecken eine Liste aller Juden in der Kurpfalz erstellt, es waren 488 Familien. Die Juden in Mannheim durften einen Tanzlehrer beschäftigen, in Heidelberg zwei weitere Lehrer an der Schule. 1755 wollte die Stadt Heidelberg alle Juden zwingen, wieder in der Judengasse, heute Dreikönigstraße, dem Ghetto, zu wohnen. Die Juden benutzten beim Schwur eine spezielle Formel, da sie nicht auf die Bibel schworen, als man die sogenannte Tauffenberg’sche Formel einführen wollte, gab es starke Widerstände dagegen. 1763 wurde Naftali Hirsch zum Oberrabbiner berufen.  1792 wurde in einem Erlass bestimmt, dass auch vor jüdischen Gerichten nur Deutsch als Sprache zulässig war, als Konzession konnten die Verhandlungen von jüdischen Anwälten durchgeführt werden. 1778 wurde Michael Scheuer, der Bruder von Herz Scheuer, dessen Vater in Mainz eine große Thoraschule gegründet hatte, zum Rabbiner in Worms berufen, bis er vier Jahre später Stadtoberrabbiner von Mannheim wurde. Er blieb bis zu seinem Tod 27 Jahre hier und wurde durch seine Gelehrsamkeit berühmt. Im Jahr 1807 unterrichteten in Mannheim sechs jüdischen Rechtsgelehrte.

### Rückblick und Ausblick
Der Autor Leopold Löwenstein schließt sein Buch mit den Sätzen: „Wir sind mit der Aufgabe, die wir uns gestellt haben, zu Ende. Die Zeiten der Schutzbriefe und Schutzgelder gehören längst der Vergangenheit an. Das neunzehnte Jahrhundert hat die Begriffe von der Gleichheit aller Bürger vor dem Gesetze geläutert und auch den Juden diejenigen Rechte gebracht, die ihnen gebühren. Ich schließe mit dem Wunsche: Nunquam retrorsum (Niemals rückwärts).“

## Bevölkerungszahlen
Bevölkerungszahlen zu Juden in der Kurpfalz findet man nur spärlich. Eine systematische Erfassung der Bevölkerung oder Volkszählungen gab es noch nicht, bei Juden kam erschwerend dazu, dass ihre Zahl durch häufige Vertreibungen und Wiederkehr stark schwankte. Im Allgemeinen wurde die Zahl der Familien angegeben, man rechnet mit vier bis fünf Personen pro Familie.
- 1550 wohnten ca. 155 Familien in der Kurpfalz
- 1660 wurden 15 Häuser in Mannheim von Juden bewohnt, in Heidelberg wohnten 5 jüdische Familien und in Oppenheim 20
- 1677 lebten in Mannheim 59 Juden
- 1680 lebten in Mannheim 78 Juden
- 1700 lebten 5 Familien in Heidelberg
- 1702 wurde die Obergrenze von 150 Familien in Mannheim auf 200 angehoben
- 1710 lebten 243 Familien in der Kurpfalz
- 1722 sind im Oberamt Heidelberg 81 Personen namentlich aufgeführt[17]
- 1743 lebten 488 Familien in der Kurpfalz
- 1761 wohnten in Mannheim 225 jüdische Familien
- 1801 lebten 181 Familien mit 940 Angehörigen in Mannheim

## Berufe
Juden waren viele Berufe verschlossen: Bauer konnten sie nicht werden, weil sie kein Land erwerben konnten, Handwerker eben sowenig, da sie nicht Mitglied in den Zünften werden konnten. So wurden sie entweder Händler, oft Hausierer, Viehhändler oder Geldverleiher. Den Christen war der Verleih von Geld gegen Zinsen verboten, allerdings finanzierten oft reiche Christen die jüdischen Geldverleiher und beanspruchten den Großteil des Gewinns.
Gerichtsakten der Zeit um 1540 ist zu entnehmen, dass Juden in der gesamten Kurpfalz als Geldverleiher tätig waren. Für die Juden als Händler war die Reisefreiheit wichtig. 1696 erboten sich Feist Oppenheimer von Heidelberg und David Oppenheimer von Caub, für die sogenannte „Taschengeleitskoncession“, das Recht, unter dem Schutz des Kurfürsten frei zu reisen, 2200 Gulden pro Jahr, später 3000, zu bezahlen. 1743 wurde vereinbart, dass die Juden in der Kurpfalz ca. 38.000 Gulden bezahlen sollten, dafür sollten ihnen alle Berufe offenstehen und Geldverleih wurde in Grenzen legalisiert.
In Angelthurn, heute Angeltürn, Teil von Boxberg im Main-Tauber-Kreis, wohnten 1793 acht Familien, die folgenden Berufen nachgingen: „Salomon Löw, handelt mit Rindvieh, Jakob Simson mit Galanteriewaren, Kassels Koppel schägdet zu Zeiten Saugkälber, Moyses Jakob handelt mit alt Eisen, Jud Nathan, sein Gewerbschaft ist schönen Künsten (in dem Berichte des Bezirksamts ist er Taschenspieler aufgeführt), Wolf Hirsch, Rouls Koppell und Samuel ernähren sich vom Makeln.“

## Synagogen, Friedhöfe
Große jüdische Gemeinden wie z. B. in Worms hatten schon früh eigene Synagogen und Friedhöfe. Später konnten auch kleinere Gemeinden Kultstätten anlegen und Rabbiner und Helfer (Kantor) bezahlen. Synagogen sind wichtig, nicht nur wegen der Gottesdienste, sondern auch als Schule der Kinder, zunächst nur Knaben. Auf Jiddisch heißt Synagoge „Schul“. Eigene Friedhöfe sind wichtig wegen der ewigen Ruhefrist für jüdische Gräber.
1670 wird in Mannheim eine Synagoge erwähnt mit Gemeindehaus, Spital und Armenhaus. Nach der Zerstörung 1689 wurde an der gleichen Stelle eine neue Synagoge erbaut. Ab 1697 verlangten die Juden in Heidelberg einen eigenen Friedhof, den sie auch bekamen, wie vorher schon die Mannheimer Juden. Der Heidelberger Friedhof lag am Klingenthor, heute nicht mehr in Benutzung, aber noch erhalten. 1708 wurde eine neue Synagoge in Mannheim eingeweiht. 1714 hatten die Juden in Heidelberg eine Synagoge in der Nähe der Jesuitenkirche, die Pfarrer beschwerten sich darüber, die Juden zogen in die Große Mantelgasse um. Diese Synagoge wurde 1877 durch eine größere am selben Ort ersetzt.

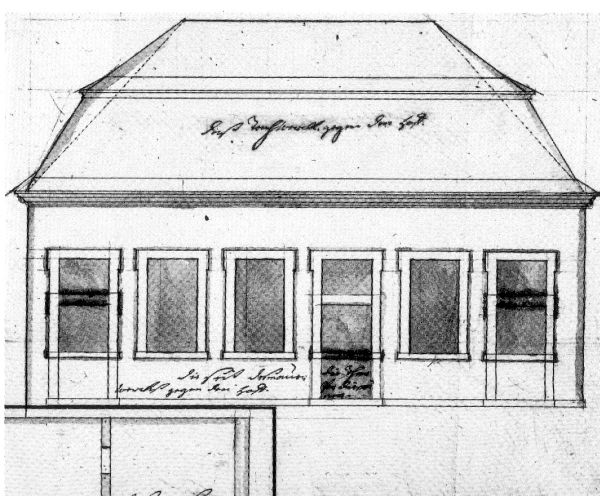
Heidelberg Synagoge 1714 - Zur Blauen Lilie-

## Zitate der Kurfürsten
Die ablehnende Haltung der Kurfürsten ist in zahlreichen Zitaten dokumentiert. Erst am Ende der Kurpfalz änderte sich die Haltung der staatlichen Stellen. 
Kurz vor seinem Tod 1576 schrieb Kurfürst Friedrich III.: „… dass dieses gotteslästerliche und wucherliche Volk in den Landen gänzlich geübrigt sein möcht …“
Kurfürst Karl Theodor (1742–1799) hielt streng auf seine Hoheitsrechte und verordnete daher, wenige Monate nach seinem Regierungsantritt „dass die bei den Niedergerichtsherr schaften, welche in et de territorio Palatino begütert sind, aufgenommenen Juden nicht mehr im Lande geduldet werden, noch Handel treiben dürfen, sondern, sobald sie die Kurpfalz betreten, als Vagabunden angesehen und so behandelt werden sollen der Kreis poenal Sanction gemäss“.
1784 entschied der Kurfürst Karl Theodor bei einem Streit um Sonderzölle für Juden „daß Juden als Handelsleute und Mitmenschen zu betrachten seien und dass daraus, dassder Reisende ein Jude sei, ohnmöglich auf die Erhöhung von Zöllen oder andern Abgaben geschlossen werden könne“. Diese Aussage war für die Zeit außergewöhnlich und wurde entsprechend gewürdigt.
1793 wurde eine kurfürstlich Verfügung erlassen „die bestehende Generalverordnung, wornach keinem Juden gestattet ist, eigene Güter zu besitzen, nicht nur zu erneuern, sondern auch fest darauf zu halten“.
Das Oberamt Boxberg bemerkte 1873: „Jedoch ist nicht zu misskennen , dass die allzu grosse Bedrückung der Juden bisher eben so viel als ihre Religion dazu beitrug, dass sie blos Wucherer und Handelsleute geblieben sind. … Die bisherigen Abgaben der pfälz. Judenschaft sind theils für die gegenwärtigen Zeiten scandalos, theils wider sprechen sie allen Grundsätzen der Staatswirthschaft. Zu den ersten gehört der Leib zoll, bei dem wir kein Wort weiter verlieren wollen.“ In dieser Aussage spiegelt sich der Beginn der Jüdischen Emanzipation.